# Baralla entre els pompeians i els nucerins
La baralla entre els pompeians i els nucerins va ser un tumult que es va produir a Pompeia l'any 59 i també està documentada per una pintura sobre una casa plebea a les excavacions de Pompeia, avui conservada al Museu Arqueològic Nacional de Nàpols.

## Història
Tàcit recorda com aquell any, durant un espectacle de gladiadors a l'amfiteatre de Pompeia, s'iniciaren algunes desavinences entre els habitants de Pompeia i els de Nuceria Constantia. De fet, els primers encara estaven ressentits de la deductio a colònia de Nucèria Alfaterna (57), en detriment de la propera Pompeia, que perdia així part del seu territori agrícola.
Durant els jocs, dels insults va passar a les pedres i després a les armes. Al final dels tumults es van imposar els pompeians, mentre que els nucerins van ser els més danyats sobretot, i molts d'ells van morir o van tornar a casa ferits.
| «                             | (llatí) Sub idem tempus levi initio atrox caedes orta inter colonos Nucerinos Pompeianosque gladiatorio spectaculo, quod Livineius Regulus, quem motum senatu rettuli, edebat. quippe oppidana lascivia in vicem incessente[s] probra, dein saxa, postremo ferrum sumpsere, validiore Pompeianorum plebe, apud quos spectaculum edebatur. ergo deportati sunt in urbem multi e Nucerinis trunco per vulnera corpore, ac plerique liberorum aut parentum mortes deflebant. | (català) Paral·lelament, va esclatar una terrible atrocitat entre els colons de Nucèria i els pompeians, a la llum del principi, en un espectacle de gladiadors, que Livini Regulus, la moció del qual vaig portar al senat, va organitzar. Perquè la lascívia de la gent del poble agafava incessantment al seu torn els retrets, després les pedres i finalment les armes, per part de la multitud més forta dels pompeians, entre els quals s'estava fent l'espectacle. Per tant, molts dels nucerins van ser expulsats de la ciutat amb un cos ple de ferides, i la majoria d'ells van plorar la mort dels seus fills o pares. | » |
| — Tàcit, Annals liber XIV, 17 | | |   |

L'emperador Neró va portar la història al Senat romà i es va resoldre el tancament de l'amfiteatre pompeià durant deu anys i la dissolució dels collegia; El senador Livineu Règul, organitzador dels jocs, i els altres instigadors de la baralla foren exiliats.
| «                             | (llatí) Cuius rei iudicium princeps senatui, senatus consulibus permisit. Et rursus re ad patres relata, prohibiti publice in decem annos eius modi coetu Pompeiani collegiaque, quae contra leges instituerant, dissoluta; Livineius et qui alii seditionem conciverant exilio multati sunt. | (català) El príncep va confiar la investigació dels incidents al senat i el senat als cònsols. Aleshores, quan l'assumpte va tornar al senat, es va prohibir als pompeians aquests espectacles durant deu anys i es van dissoldre les collegia constituïdes il·legalment. Livinei i els que havien provocat els disturbis foren exiliats. | » |
| — Tàcit, Annals liber XIV, 17 | | |   |

L'interdicció de l'Amfiteatre es va reduir llavors a només dos anys, probablement per la intervenció de Popea, que aparentment posseïa una vil·la en aquelles parts (s'ha atribuït a ella l'estàtua trobatda a Oplontis, a Torre Annunziata).. Potser també va ser influenciat pel terratrèmol de Pompeia del 62.

## Evidència arqueològica
Diversos testimonis arqueològics relatius a l'esdeveniment provenen de Pompeia.
El més famós és el fresc descobert a la casa d'Actius Anicetus, més conegut com a Casa de la pintura de l'amfiteatre o Casa de la baralla a l'amfiteatre, un dels pocs que mostra un escenari realista i un episodi històricament consolidat; es va retratar fidelment l'amfiteatre de Pompeia, amb les muralles de la ciutat al darrere i les dues torres, des de les quals es baixa el vel per protegir els espectadors dels raigs del sol; a la dreta hi ha el gran gimnàs amb una piscina central.

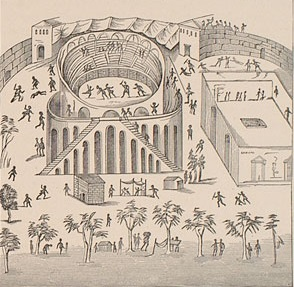
Dibuix del fresc de la Casa de la Baralla a l'amfiteatre (1899)
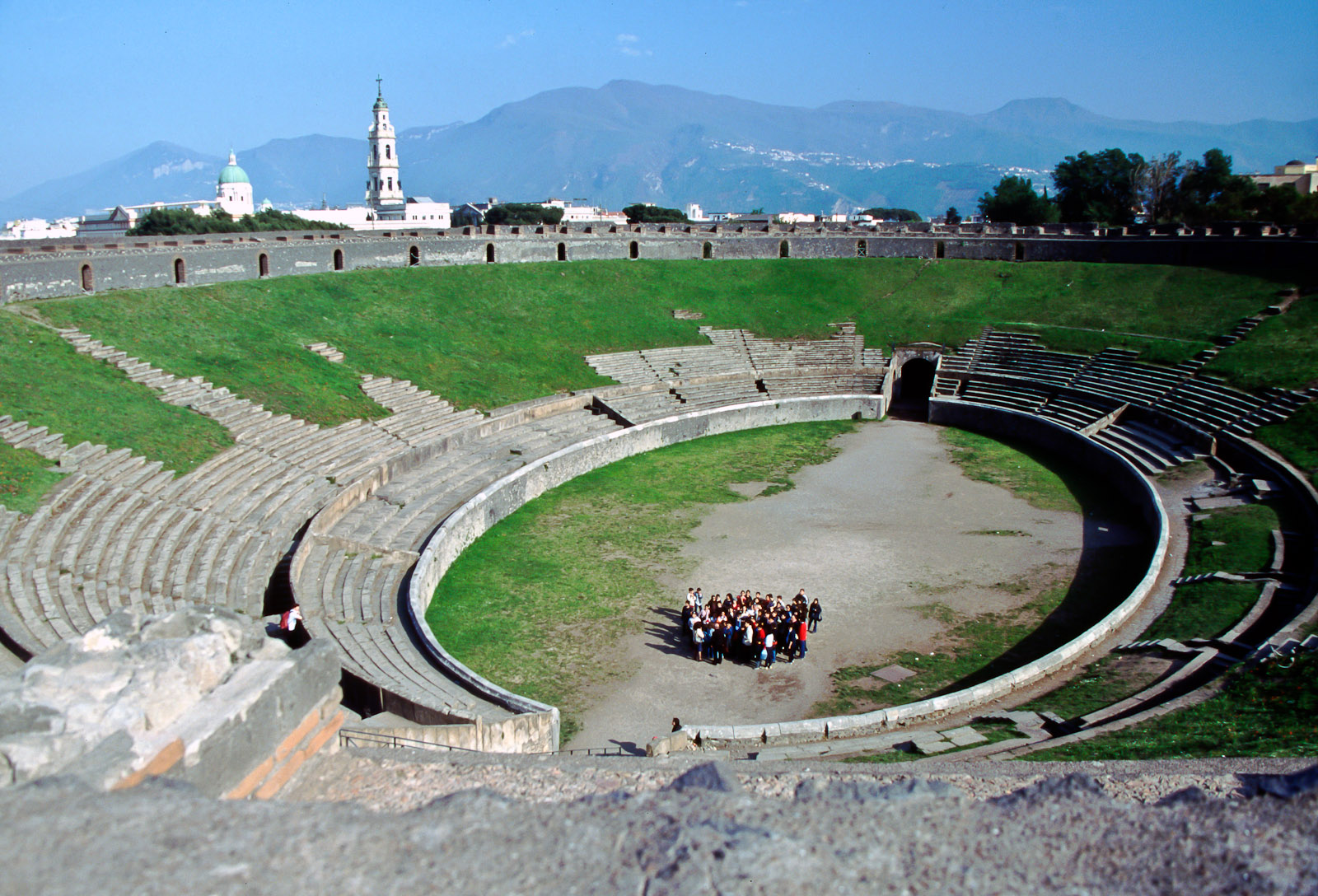
Amfiteatre de Pompeia

De la Casa dels Dioscurs hi ha un grafit que fa referència al que va passar:
| «               | (llatí) Campani victoria una cum nucerinis peristis | (català) La victòria va ser dels campanians quan van morir nucerinins | » |
| — CIL IV, 01293 |                                                     |                                                                       |   |